# Carl Knowles
Carl Knowles, né le 24 février 1910 à San Diego, en Californie, décédé le 4 septembre 1981 à Los Angeles, en Californie, est un joueur américain de basket-ball. Il évolue au poste d'ailier. 

## Palmarès
- Champion olympique 1936